# 스리랑카 주재 외국공관 목록

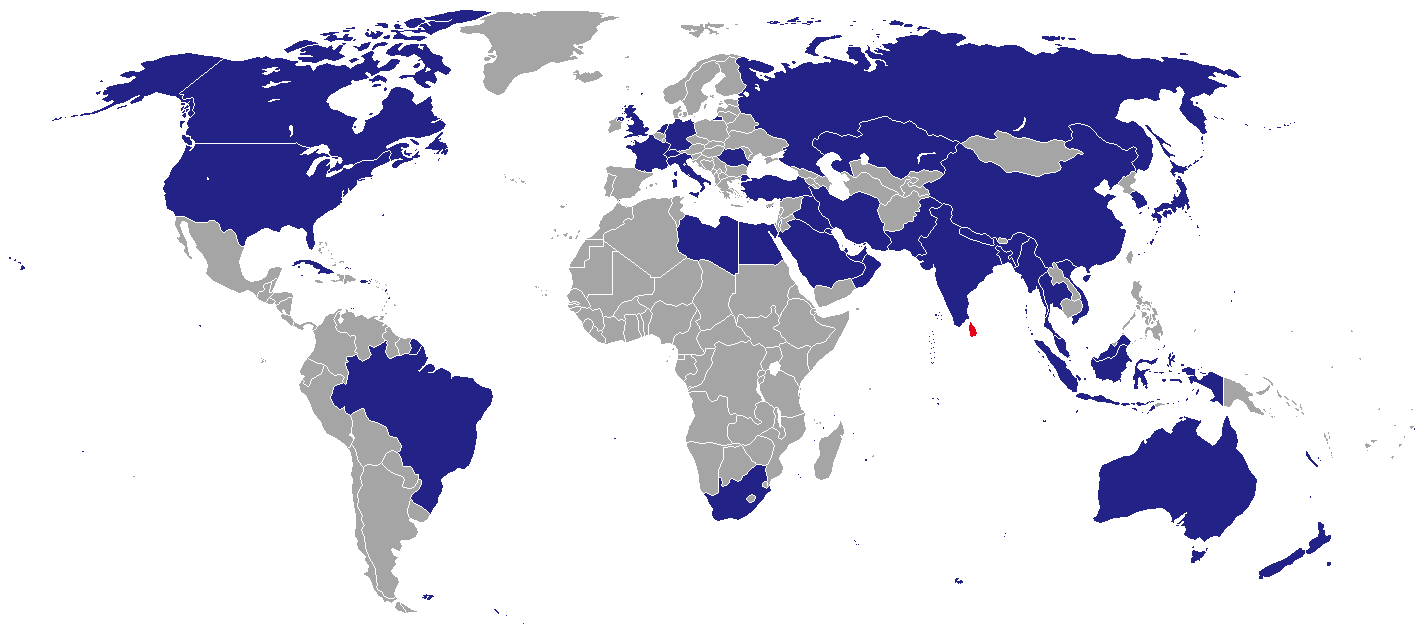
스리랑카에 설치된 상주공관들.

이 문서는 스리랑카 주재 외국공관 목록이며, 해당 사항은 스리랑카에 설치된 대사관과 고등판무관 사무소와 관련된 내용을 다루고 있다.

## 대사관/고등판무관 사무소
콜롬보
| - 오스트레일리아 - 방글라데시 - 브라질 - 캐나다 - 중국 - 쿠바 - 이집트 - 프랑스 - 독일 - 바티칸 시국 - 인도 - 인도네시아 - 이란 - 이라크 - 이탈리아 - 일본 - 대한민국 - 쿠웨이트 - 리비아 - 말레이시아 | - 몰디브 - 미얀마 - 네팔 - 네덜란드 - 노르웨이 - 오만 - 파키스탄 - 팔레스타인 - 카타르 - 루마니아 - 러시아 - 사우디아라비아 - 남아프리카 공화국 - 스위스 - 태국 - 튀르키예 - 아랍에미리트 - 영국 - 미국 - 베트남 |

## 대표부
- 유럽 연합 (일반 대표부)

## 총영사관/영사관
콜롬보
| - 오스트리아 - 벨기에 - 부탄 - 칠레 - 크로아티아 - 키프로스 - 체코 - 덴마크 - 도미니카 공화국 - 핀란드 - 그리스 - 헝가리 - 아일랜드 - 라트비아 | - 리투아니아 - 모리셔스 - 몰타 - 멕시코 - 몽골 - 뉴질랜드 - 페루 - 필리핀 - 폴란드 - 포르투갈 - 세르비아 - 슬로바키아 - 싱가포르 - 우크라이나 |

함반토타
| - 인도 |

자프나
| - 인도 |

캔디
| - 인도 |

## 비상주공관
이하 비상주 대사관 및 고등판무관 사무소들은 대거 뉴델리 주재 공관을 통해 겸임하고 있다. 단, #표시는 고등판무관 사무소이다.
- 아르메니아
- 브루나이 #
- 콜롬비아
- 체코
- 과테말라
- 이스라엘
- 조선민주주의인민공화국
- 멕시코
- 파라과이
- 페루
- 싱가포르 #
- 시리아
- 탄자니아 #

## 같이 보기
- 스리랑카의 재외공관 목록